# Land- und Stadtgericht Posen
Das Land- und Stadtgericht Posen war von 1834 bis 1849 ein preußisches Land- und Stadtgericht mit Sitz in Posen.

## Geschichte
Nach dem Ende der Franzosenzeit wurde die der französische Gerichtsorganisation entsprechende Gerichtsorganisation im Herzogtum Warschau 1815 zunächst von Preußen übernommen. Das Gericht zweiter Instanz Posen wurde als Landgericht Posen fortgeführt, das Friedensgericht Posen beibehalten. 1834 wurde die Gerichtsorganisation geändert und einheitlich Land- und Stadtgerichte gebildet. In dem -nun verkleinerten- Sprengel des Oberlandesgerichtes Posen bestanden 20 dieser Gerichte, darunter das Land- und Stadtgericht Posen.
Das Land- und Stadtgericht Posen war für den Kreis Posen zuständig. Dazu gehörten die Städte Posen mit 32.755 Einwohnern (1838), Schwersenz mit 2923 Einwohnern und Stenschewo mit 1089 Einwohnern sowie 266 Dorfschaften mit 36.813 Einwohnern. Zusammen gab es damit 73.580 Gerichtseingesessene. Gerichtstage wurden in Stenschewo abgehalten.
Am Gericht waren ein Direktor, sieben Richter, zehn Subalterne und sechs Unterbeamte beschäftigt. Es war damit ein Land- und Stadtgericht 1. Klasse. Diese wirkten bei wesentlichen Fällen als Kollegialorgan.
1849 wurden die Land- und Stadtgerichte aufgelöst und durch Kreisgerichte ersetzt. Damit entstand das Kreisgericht Posen im Sprengel des Appellationsgerichts Posen.